# Людовит Щур
Людовит Щур (на словашки: Ľudovít Štúr, 29 октомври 1815 - 12 януари 1856) е словашки възрожденски деец.
Дейността му е филологическа, политическа, журналистическа и поетична и е насочена към словашката нация.
Инициатор за създаването на словашкия литературен език. Установява нов фонетичен правопис. Пише стихосбирката „Поеми и песни“ с революционен характер.